# 施立明
施立明（1939年12月18日—1994年5月22日），男，温州乐清人，中国遗传学家，中国分子进化生物学先驱，长期致力于染色体结构、细胞分类学、细胞遗传学、遗传毒理学、辐射细胞遗传学等研究。并主持建立了具有中国资源特色的野生动物细胞库。曾担任中国科学院昆明动物研究所所长，细胞与分子进化开放研究实验室主任，中国遗传学会副秘书长等职。

## 生平
1991年当选为中国科学院院士（学部委员）。 